# پارک ملی ویاجورز
پارک ملی ویاجورز (به انگلیسی: Voyageurs National Park) یک پارک ملی در مینه‌سوتا در آمریکا است.
مساحت این پارک ۸۸۲ کیلومتر مربع است.

## نگارخانه

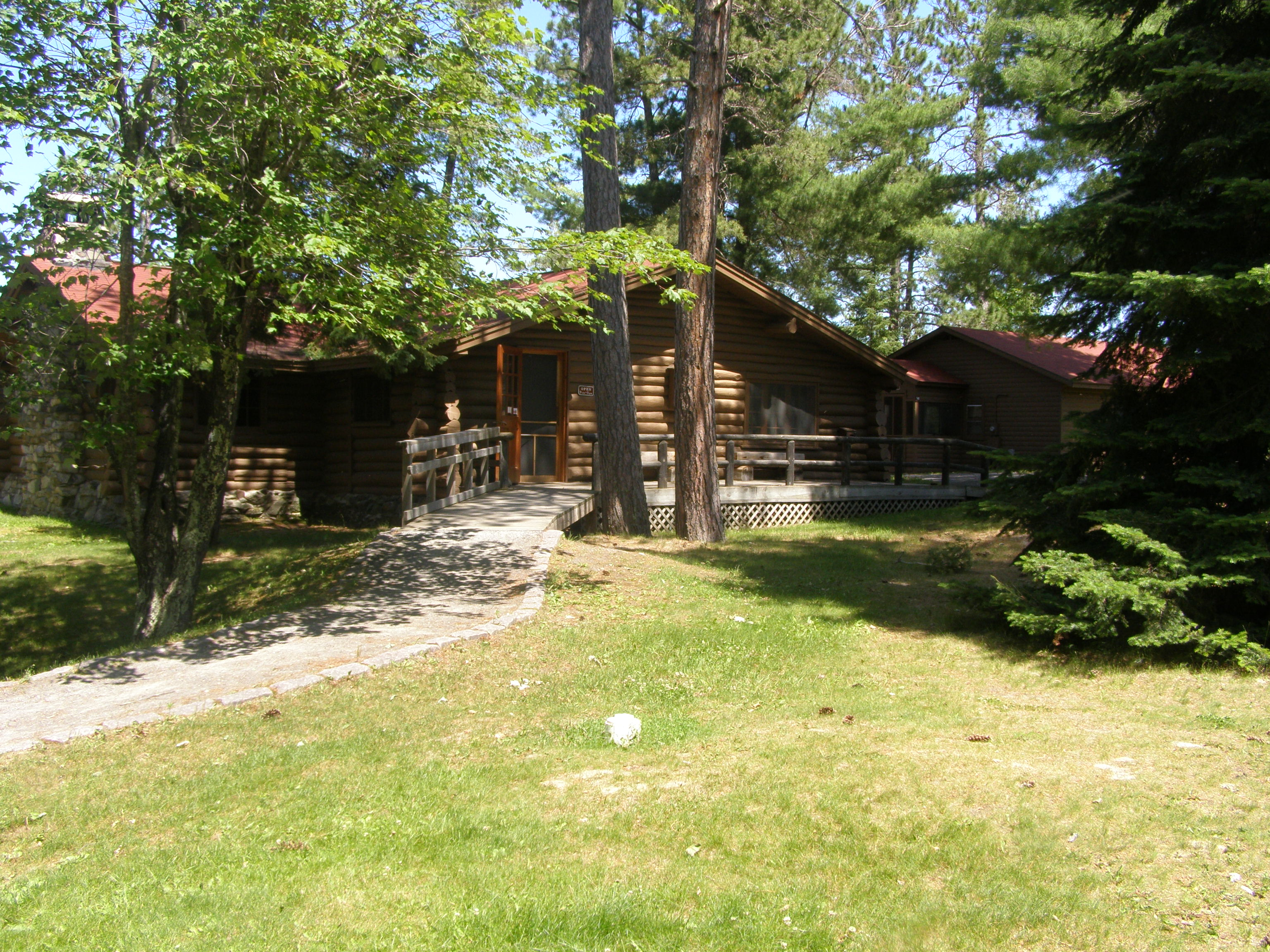
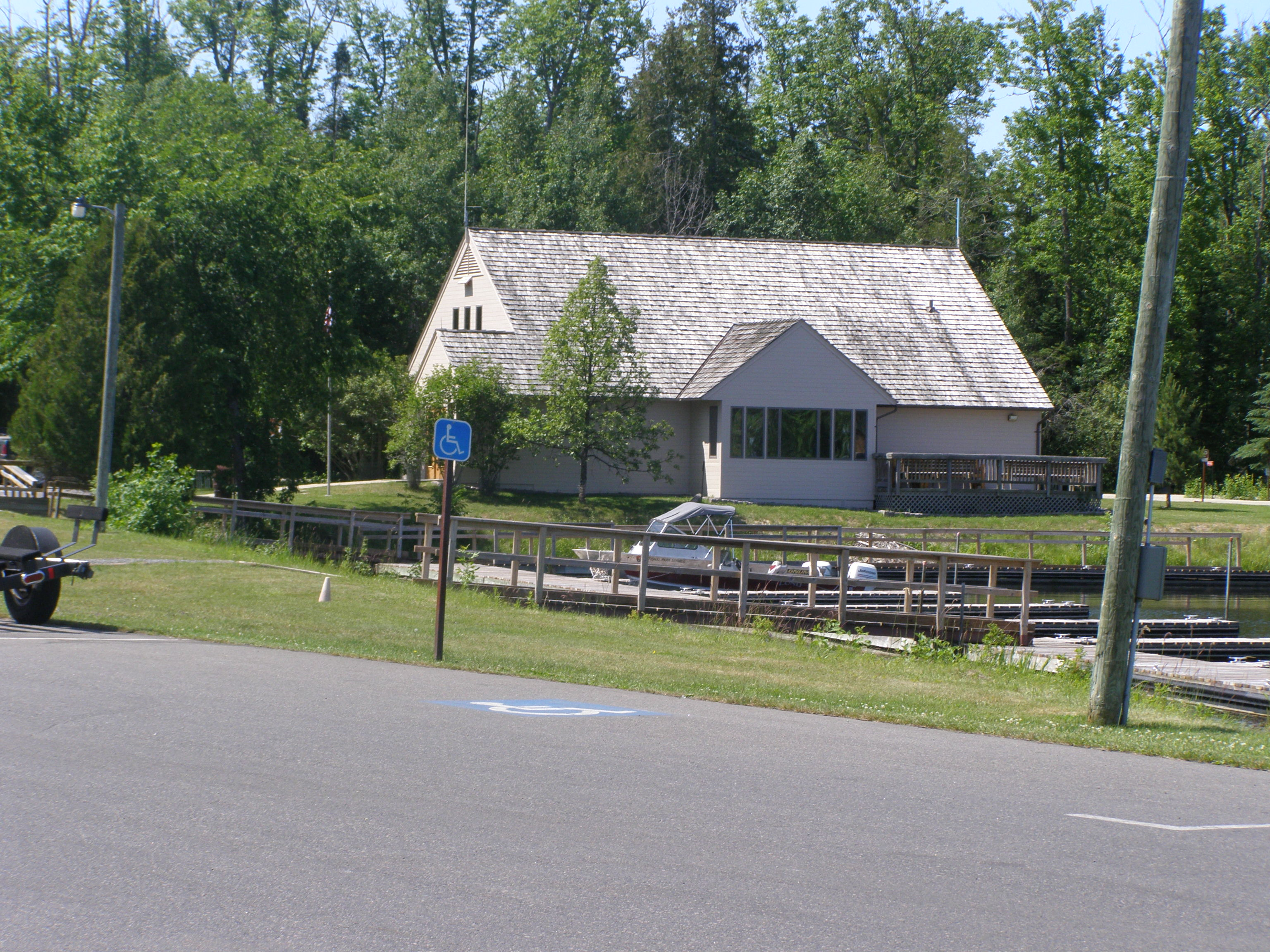
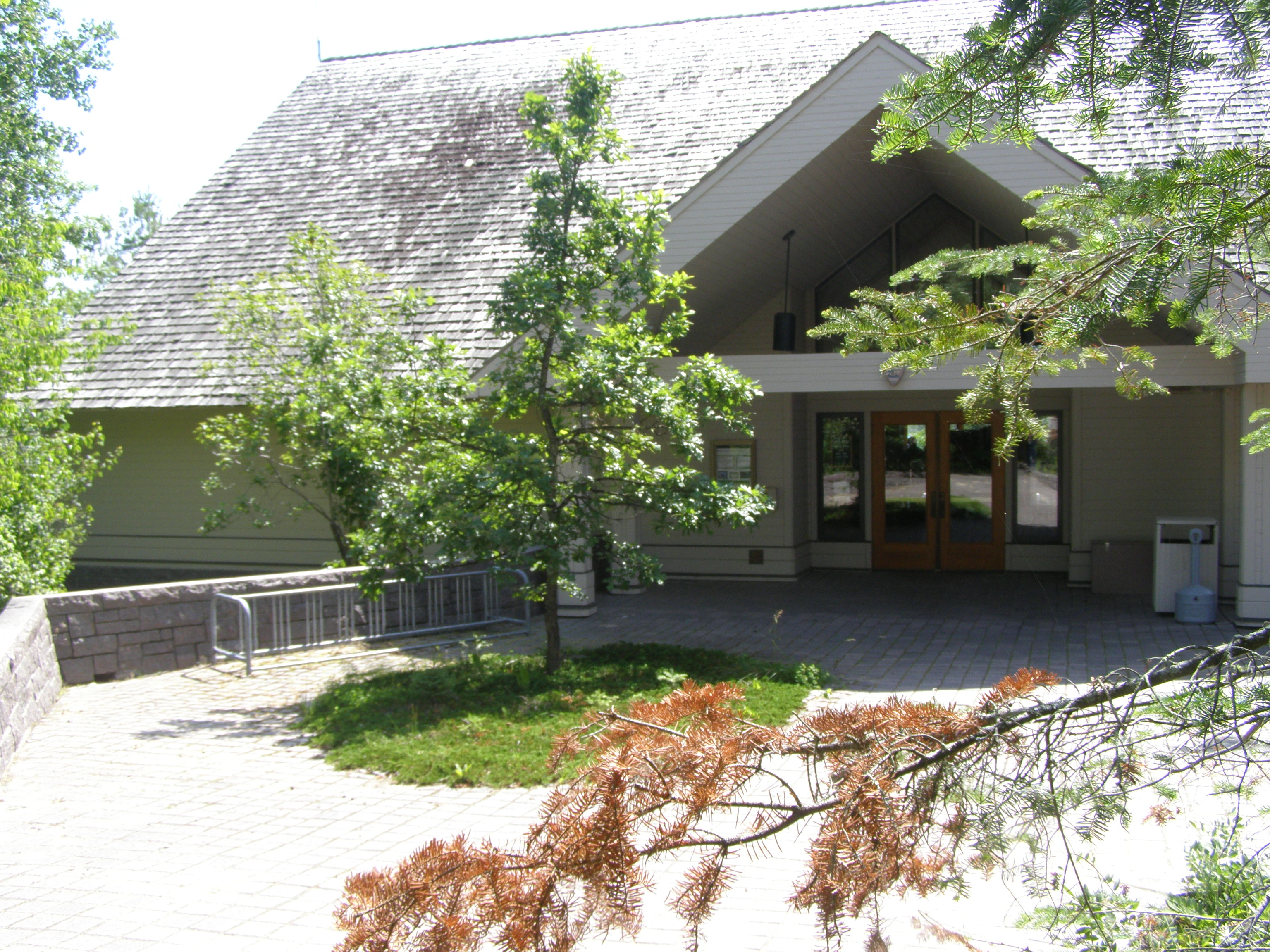
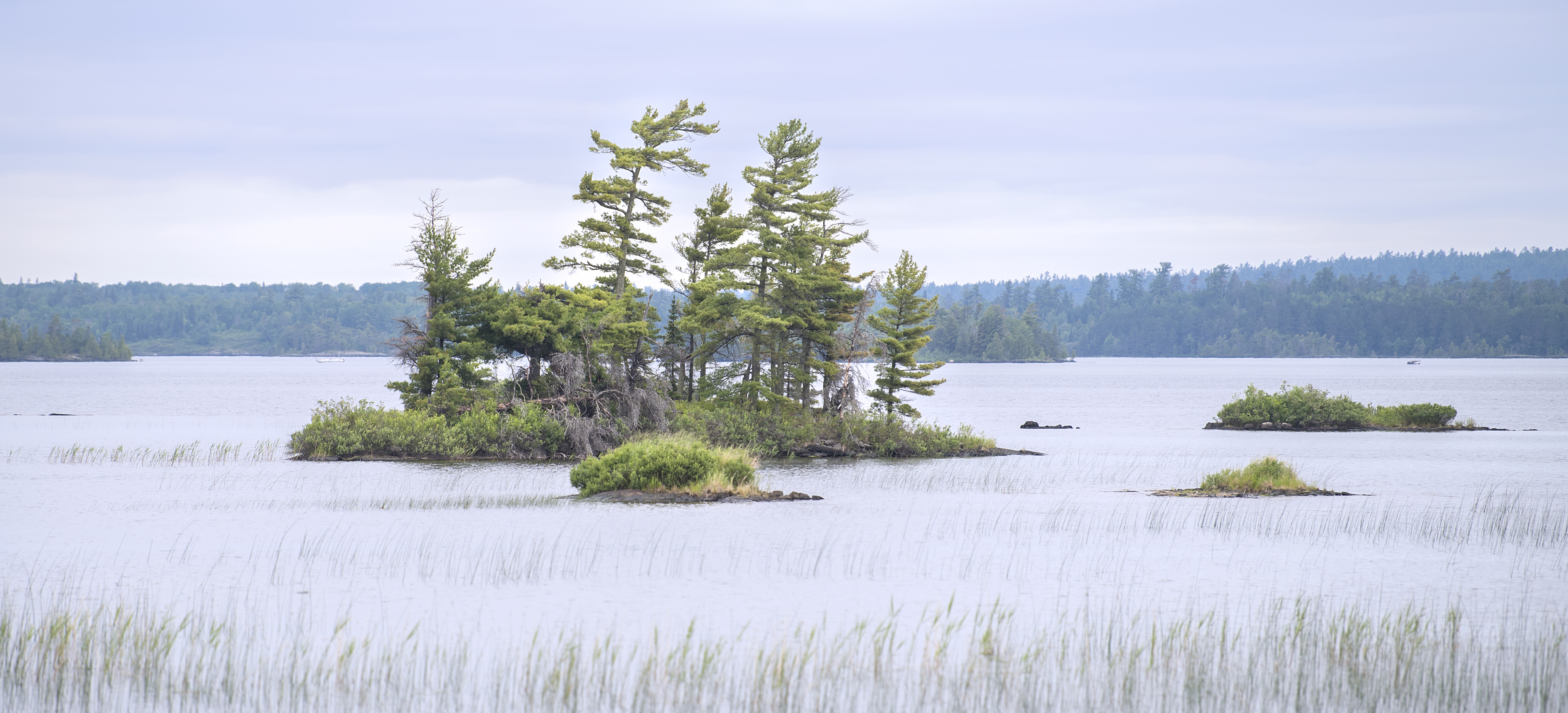